# Enclava (roman)
Cette chère humanité (cu sensul de Această dragă omenire) este un roman științifico-fantastic de Philippe Curval publicat în 1976 de Robert Laffont (în colecția Ailleurs et demain). În limba română a fost tradus ca Enclava de Rodica Georgescu și a apărut la Editura Bogdana (în colecția SF Solaris).
În 1977, romanul a câștigat Premiul Apollo.

## Rezumat
Timp de douăzeci de ani, Marcom, care a fost odată  piața comună a Europei, a fost ruptă de restul lumii și s-a retras în spatele zidurilor înalte pline de apărări de netrecut.
Cu toate acestea, reușind să treacă de toate obstacolele, un apel de ajutor a reușit să treacă zidul pentru a informa restul planetei că o amenință un pericol formidabil.
Răspunzând la acest apel, Payvoidele, fostele „ tari în curs de dezvoltare „, îl trimit pe Belgacen Attia, spion al Ligii care a locuit în Marcom, cu misiunea de a trece cortina electronică care o desparte de restul lumii. Este o nevoie urgentă de a acționa, pentru că Marcom tocmai a inventat timpul încetinit și, încetul cu încetul, lumea se prăbușește.

## Ediții
- Robert Laffont, coll. Ailleurs et Demain no 42, 1976 ; réédition en 1978 ISBN: 2-221-00163-X ;
- J'ai lu, coll. Science-fiction et fantastique no 1258, 1981, couverture Boris Vallejo ISBN: 2-277-21258-X ;
- Le Livre de poche, coll. Science-fiction no 7131, 1990, couverture Marie Gérar ISBN: 2-253-05473-9.